# Vicent Adam
Vicent Adam (spanisch Vicente Adán, * 18. Jahrhundert in Algemesí (Ribera Alta); † nach 1787 in Algemesí (Paísalencià)) war ein spanisch-valencianischer Komponist, Organist und Musiktheoretiker der Klassik. Bekannt wurde er durch seine musiktheoretischen Schriften.

## Leben und Werk
Wahrscheinlich wirkte Vicent Adam als Organist am Convento de los Desamparados de Madrid („Kloster der Verlassenen“).
Vincent Adam veröffentlichte das Werk Preludios o formaciones de tonos fuertes para salterio (1781). Besonders bekannt wurde er durch seine Documentos para instrucción de músicos y aficionados (1781, „Abhandlung für die Unterweisung von Musikern und Musikbegeisterten“), die die Kunst der Komposition erlernen wollen.
Als Komponist schrieb er zahlreiche Stücke auf den Psalter. Weiterhin schrieb er Sonaten, Divertimentos und Fandangos. Er komponierte auch weltliche und geistliche Orgel- und Vokalmusik. Von seinen Kompositionen ist nur ein Stück aus dem Psalter in e-Moll überkommen.